# Jozef Haríň
Jozef Haríň (11. října 1921, Ružomberok – 22. června 2007, Štiavnička) byl československý voják a příslušník výsadku Embassy.

## Mládí
Narodil se 11. října 1921 v Ružomberku. Otec byl textilní dělník, matka Žofie, za svobodna Glová, byla také textilní dělnice. Měl dva bratry a dvě sestry.
V Ružomberku absolvoval obecnou a měšťanskou školu. Učil se automechanikem, ale z existenčních důvodů začal pracovat, stejně jako jeho rodiče v textilce. 9. září 1941 nastoupil v Nitře základní vojenskou službu. Tu vykonával nejprve u 1. autopraporu slovenské armády a po kurzu řidičů nákladních vozidel u 2. autopraporu v Prešově. V hodnosti desátníka byl 29. července 1942 odeslán na východní frontu.
28. října 1943 byl redislokován do Itálie. Zde se přes v Itálii vdanou Češku seznámil se čtyřmi uprchlými anglickými zajatci. Ty ukryl v horách. Společně s nimi a dalšími dezertéry ze slovenské armády přešel frontu do amerického zajetí. V zajateckém táboře v Averssu u Neapole byl kontaktován československými zpravodajci, kteří mu nabídli zařazení do výcviku pro plnění zvláštních úkolů. V hodnosti četaře absolvoval zpravodajský kurz, parakurz a dále kurzy šifrovací a konspirační. Následně byl zařazen jako šifrant do skupiny Embassy.

## Nasazení
Dne 21. prosince 1944 byl spolu s ostatními vysazen u obce Prostějovičky. Skupina se nesešla. Společně s Mladým postupoval směrem ke slovenským hranicím. Na nich se dostali do přestřelky s gestapem, při které byl zraněn a Mladý zabit. Spícího ve sněhu ho našel místní hajný, který ho ukryl v lese a obstaral mu jídlo a léky. Po uzdravení se přidal k partyzánskému oddílu Rodina, v jehož řadách se dočkal příchodu Rudé armády 2. května 1945.

## Po válce
Po osvobození byl odeslán do školy pro důstojníky. Po jejím absolvování se postaral o exhumaci a pohřeb svého druha K. Mladého. Od 1. listopadu 1945 do 14. října 1946 působil u 11. pěšího pluku v Bratislavě nejprve jako velitel průzkumné čety a později jako učitel ve škole pro důstojníky. Od 15. října 1946 odešel, v hodnosti poručíka pěchoty na vlastní žádost z armády.
Vrátil se do Ružomberku, kde pracoval na různých administrativních pozicích až do důchodu. 2. února 1991 byl povýšen do hodnosti podplukovníka.

## Vyznamenání
- 1946 –  Československý válečný kříž 1939
- 1946 –  Československá medaile za zásluhy I. stupně
- 1946 –  Československá medaile Za chrabrost před nepřítelem